# Köhn
Köhn este o comună din landul Schleswig-Holstein, Germania.